# Club de Fútbol Villanovense
El Club de Futbol Villanovense és un club de futbol d'Espanya de la ciutat de Villanueva de la Serena a Extremadura. Va ser fundat el 1992 a Villanueva de la Serena i actualment juga al Grup IV de la Segona Divisió B d'Espanya. Ha jugat 2 temporades a Segona B quedant en el 19 º lloc i 10 temporades a Tercera Divisió quedant 1 vegada campió.

## Uniforme
- Uniforme titular: Samarreta Verd, Pantaló Blanc, Mitges Verdes.
- Uniforme alternatiu: Samarreta Blau marí i Blau celeste, Pantalons blau marí, Mitges Blaves.
- Patrocinador: Marca Extremadura.
- Marca Esportiva: Patrick

## Estadi
- Nom: Municipal Villanovense.
- Capacitat: 2.500 espectadors.
- Inauguració: --
- Dimensions: 100 x 67

## Dades del club
- Adreça: Avenida de los Deportes s/n, 06700 Villanueva de la Serena
- Telèfon: 924 84 09 08
- Socis: 1100 aprox.

## Dades històriques
- Temporades a 1 ª: 0
- Temporades en 2a: 0
- Temporades a 2 ª B: 9
- Temporades en 3a: 10 temporades | Campió: 1 | Subcampió: 1
- Millor posició a la lliga: 19è (2a B)
- Pitjor posició a la lliga:

## Palmarès
- Lligues: 2 Lliga (3a Divisió)
- Copes: No té títols.